# Album dla kolekcjonerów
"Album dla kolekcjonerów" – seria albumów z naklejkami, wydawana w latach 1977-1988 przez Krajową Agencję Wydawniczą. Puste albumy (zwane zeszytami) z miejscami na 70 lub 72 naklejki i arkusze z naklejkami były sprzedawane osobno. Można je było nabyć w kioskach Ruchu i prawdopodobnie w niektórych księgarniach. Arkusz z naklejkami zawierał 6 naklejek — cechą charakterystyczną było to, że pojedynczy arkusz zawierał naklejki do 2 lub 3 różnych albumów.
Łącznie w sprzedaży pojawiło się 27 albumów.
Były to kolejno:
| Nr | Tytuł                                | Liczba naklejek | Nakład  | Rok wydania |
| -- | ------------------------------------ | --------------- | ------- | ----------- |
| 1  | Gwiazdy muzyki rozrywkowej           | 72              | 100 360 | 1977        |
| 2  | Poczet królów polskich               | 70              | 100 360 | 1977        |
| 3  | Kontynenty - Afryka                  | 70              | 100 360 | 1977        |
| 4  | Ptaki Polski                         | 70              | 100 360 | 1977        |
| 5  | Samoloty, na których walczyli Polacy | 72              | 100 360 | 1978        |
| 6  | Stare samochody                      | 72              | 100 360 |             |
| 7  | Od Aten do Moskwy                    | 72              | 100 360 | 1979        |
| 8  | Zwierzęta polskich ZOO               | 72              | 100 360 | 1979        |
| 9  | Polska broń pancerna                 | 72              | 100 360 | 1979        |
| 10 | Jachty żaglowe                       | 72              | 100 360 | 1983        |
| 11 | Polskie samochody osobowe            | 72              | 100 360 | 1983        |
| 12 | Historia ubioru                      | 72              | 100 360 | 1983        |
| 13 | Ptaki egzotyczne                     | 72              | 100 360 | 1983        |
| 14 | II wojna światowa cz.I 1939 - 42     | 72              | 120 000 | 1983        |
| 15 | Podbój głębin                        | 72              | 120 000 | 1983        |
| 16 | Style w architekturze                | 72              | 120 000 | 1983        |
| 17 | Motyle w polskim krajobrazie         | 72              | 120 000 | 1983        |
| 18 | Historia samolotu                    | 72              | 120 000 | 1983        |
| 19 | Grzyby polskich lasów                | 72              | 120 000 | 1983        |
| 20 | Historia statków i okrętów           | 72              | 120 000 |             |
| 21 | Polskie zamki i pałace               | 72              | 120 000 | 1984        |
| 22 | Piłkarskie mistrzostwa świata        | 72              | 120 000 |             |
| 23 | Style walki wschodu                  | 72              | 120 000 | 1985        |
| 24 | Kontynenty - Ameryka Łacińska        | 72              | 120 000 | 1985        |
| 25 | Ryby akwariowe                       | 72              | 120 000 | 1985        |
| 26 | Podbój kosmosu                       | 72              | 20 350  | 1988        |
| 27 | II wojna światowa cz.II 1943 - 44    | 72              | 20 350  | 1988        |

Pierwsze albumy miały podtytuł: "Nowość dla kolekcjonerów", dopiero potem pojawił się podtytuł: "Album dla kolekcjonerów".
W zapowiedziach były też inne albumy:
- Polscy olimpijczycy
- Samochody wyścigowe
- Druga wojna światowa cz. III
- Historia lokomotywy
- Wielkie katastrofy morskie
- Rośliny lecznicze
- Historia Indian północno-amerykańskich
- Historia motocykla

jednak nie ukazały się. Informacje o tym, że były w przygotowaniu umieszczono na okładkach wydanych albumów. 
Seria do dziś cieszy się zainteresowaniem wielu zapalonych zbieraczy. Obok popularnych i łatwych do zdobycia pozycji, również tu występują, mimo nieosiągalnych obecnie nakładów, białe kruki. W serwisach aukcyjnych można znaleźć liczne oferty sprzedaży albumów i nalepek i równie liczne grono chętnych do ich nabycia.

## Nowe Ilustracje
Od 2015 roku seria została wznowiona pod tytułem "Nowe Ilustracje".
W ramach wznowienia wydano albumy:
| Nr | Tytuł                                      | Liczba naklejek | Nakład | Rok wydania |
| -- | ------------------------------------------ | --------------- | ------ | ----------- |
| 28 | Historia lokomotywy - parowozy             | 72              | 250    | 2015        |
| 29 | Historia polskich gier komputerowych XX w. | 72              | 250    | 2016        |
| 30 | Historia polskiego fiata 126p              | 72              | 260    | 2017        |
| 31 | Kolekcjonowanie w PRL                      | 72              | 260    | 2018        |
| 32 | Słowiańskie wierzenia                      | 72              | 297    | 2019        |
| 33 | Architektura PRL                           | 72              | 300    | 2020        |
| 34 | Komiksy w PRL                              | 72              | 200    | 2021        |
| 35 | Polscy malarze przed 1950r.                | 72              | 200    | 2022        |
| 36 | Polscy naukowcy i wynalazcy                | 72              | 200    | 2023        |
| 37 | Polscy podróżnicy                          | 72              | 100    | 2024        |